# Ouzouer-sur-Trézée
Ouzouer-sur-Trézée ist eine französische Gemeinde mit 1.124 Einwohnern (Stand: 1. Januar 2022) im Département Loiret in der Region Centre-Val de Loire. Sie gehört zum Kanton Gien im Arrondissement Montargis. Die Einwohner werden Oratoriens genannt.

## Geographie
Ouzouer-sur-Trézée liegt etwa 72 Kilometer ostsüdöstlich von Orléans im Weinbaugebiet des Coteaux du Giennois am Fluss Trézée und am Canal de Briare. Umgeben wird Ouzouer-sur-Trézée von den Nachbargemeinden Escrignelles im Norden, Rogny-les-Sept-Écluses im Nordosten, Breteau im Osten, Dammarie-en-Puisaye im Südosten, Ousson-sur-Loire im Süden, Briare im Westen und Südwesten, Gien im Westen und Nordwesten sowie La Buissière im Nordwesten.

## Bevölkerungsentwicklung
| Jahr                       | 1962 | 1968 | 1975 | 1982 | 1990 | 1999 | 2006 | 2018 |
| Einwohner                  | 1308 | 1269 | 1216 | 1218 | 1185 | 1209 | 1283 | 1121 |
| Quellen: Cassini und INSEE |      |      |      |      |      |      |      |      |

## Sehenswürdigkeiten
- Kirche Saint-Martin aus dem 12. Jahrhundert, Monument historique
- Schloss Pont-Chevron
- Haus aus dem 16. Jahrhundert

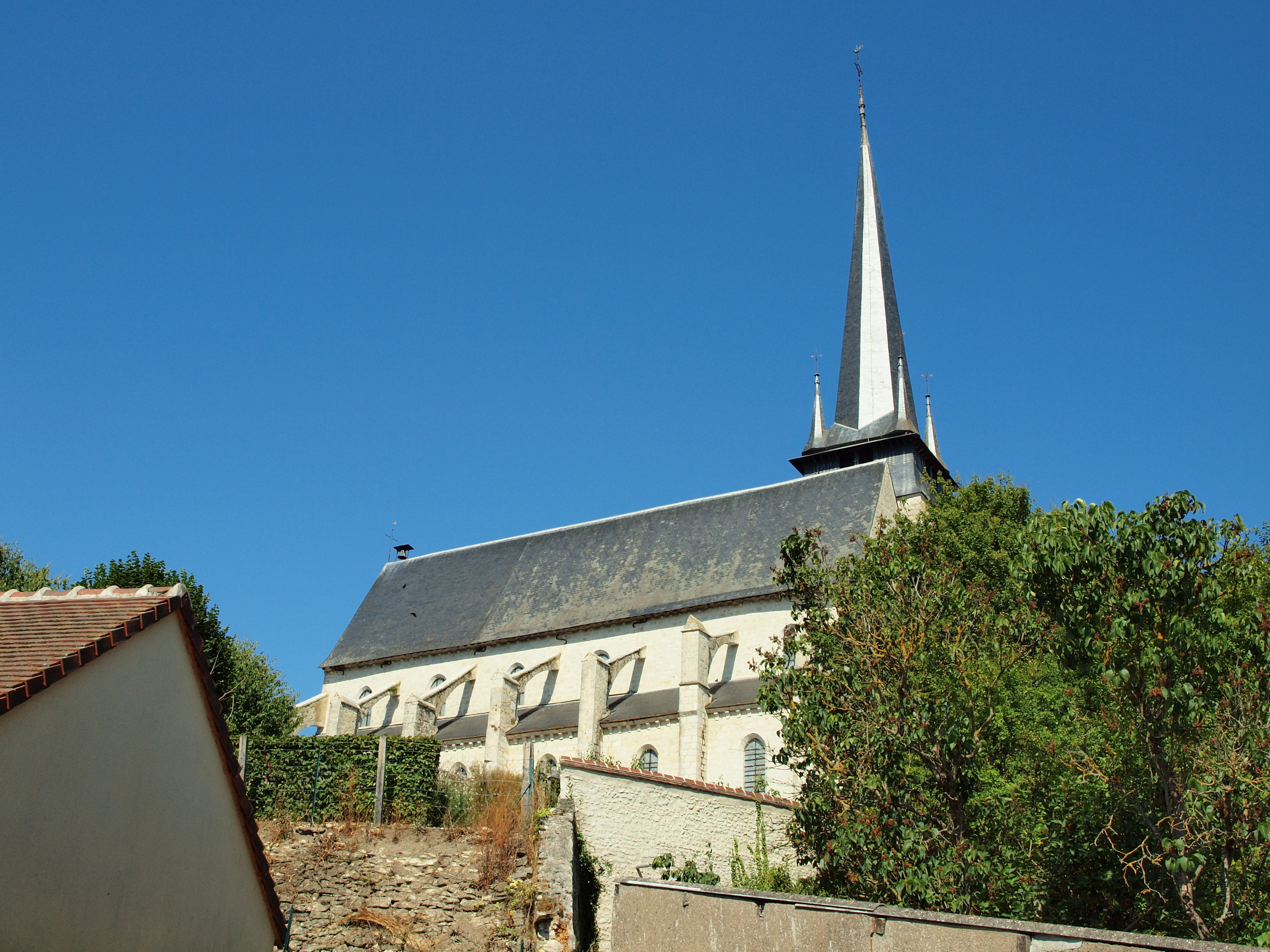
Kirche Saint-Martin
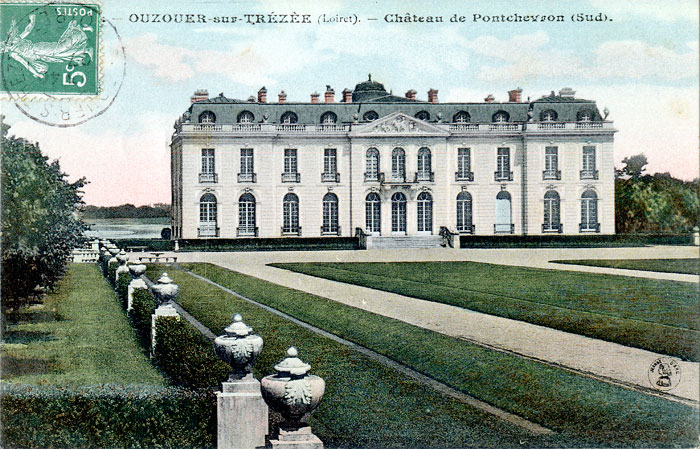
Schloss Pont-Chevron
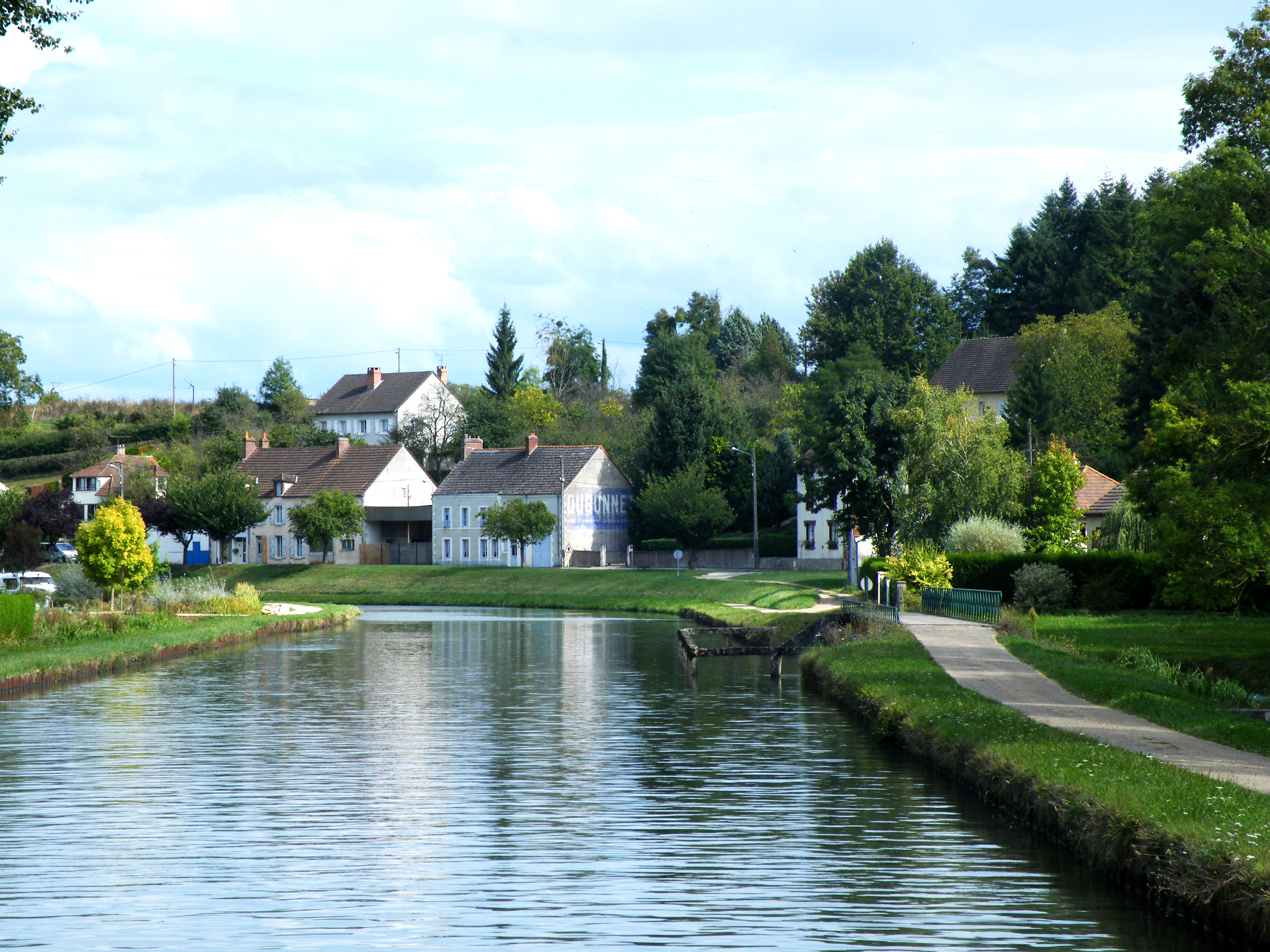
Canal de Briare

## Persönlichkeiten
- Robert de La Rochefoucauld (1923–2012), Widerstandskämpfer, Bürgermeister von Ouzouer-sur-Trézée (1966–1996)